# Маратхийски език
Маратхийският език (मराठी) е индоарийски език, говорен от около 73 милиона души (2007) в Индия, главно от етническата група маратхи и в щата Махаращра, където това е официалният и най-разпространен език. Той е четвъртият най-разпространен местен език в страната след хинди, бенгалски и телугу. Днес книжовният маратхи използва писмеността деванагари, но до средата на XX има и собствена писмена система – моди.